# Menthe (couleur)
Pour les articles homonymes, voir Menthe (homonymie).
Vert menthe, vert menthe à l'eau sont des noms de couleur de fantaisie en usage dans la mode et la décoration pour désigner des nuances de vert, d'après la couleur ordinaire des feuilles de menthe ou d'après celle, artificielle, du sirop de menthe.

## Nuances
Le  nuancier RAL donne RAL 6029 Vert menthe et RAL 6033 Turquoise menthe. La designer Laura Perryman parle quant à elle de Vert menthe moderne.
Dans les nuanciers commerciaux actuels, on trouve, en feutres pour les arts graphiques, 160 vert menthe ; en fil à broder 912 vert menthe à l'eau et 3345 vert menthe à l'eau ; en peinture, menthe poivrée, menthe glacée.
La Régie autonome des transports parisiens a défini des couleurs menthe pour l'identification de ses lignes de transport en commun, d'abord menthe, remplacé en 2018 par  Menthe.

## Histoire

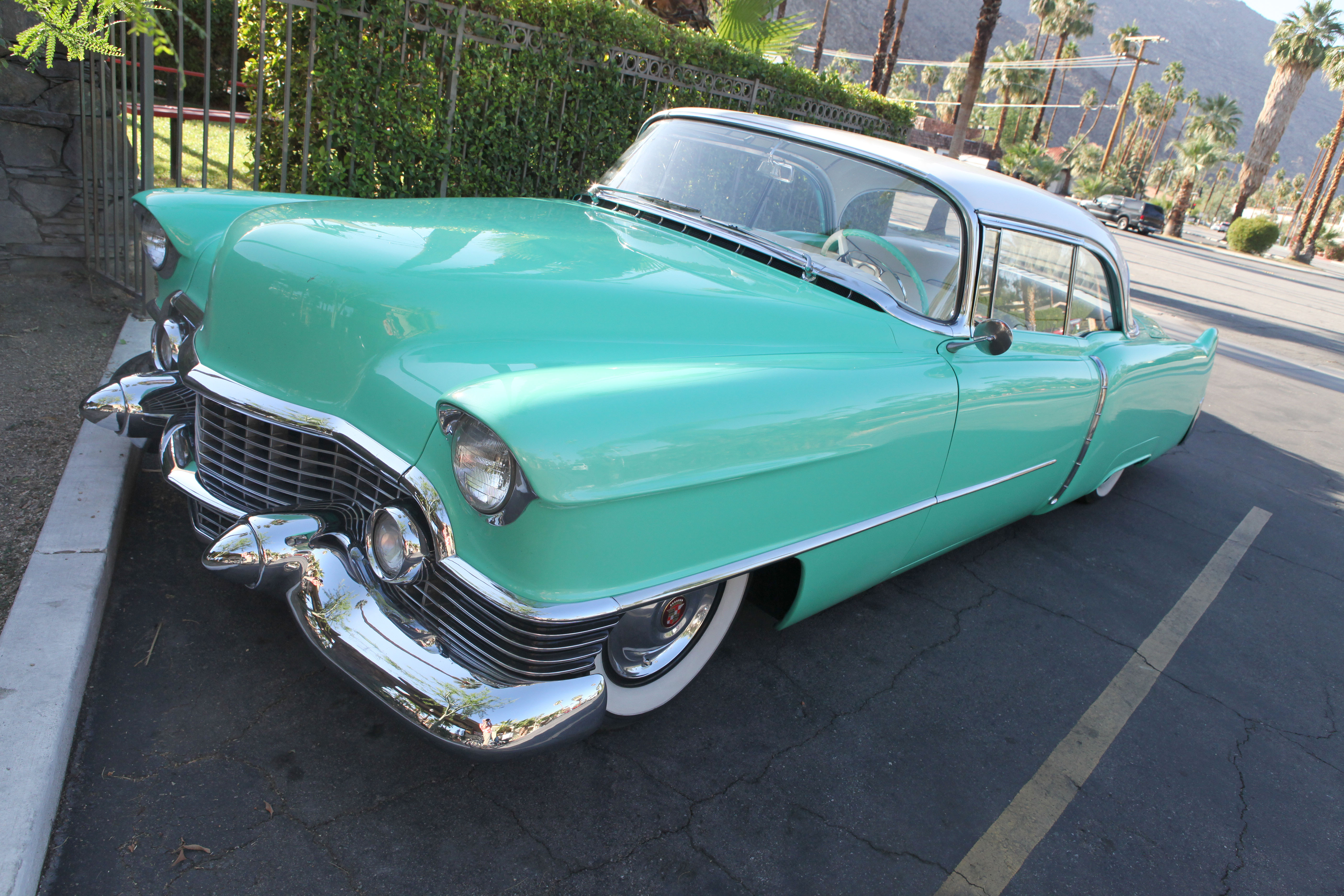
Cadillac Coupe Deville de 1956 en finition vert menthe

« Vert menthe », comme désignation de couleur, est attesté en français en 1878, dans une description de mode.
En 1945, Daniel Gustin brevète aux États-Unis une technique de fabrication d'un pigment stable correspondant à la couleur pastel du vert menthe. Cette couleur est ensuite utilisée par les designers des années 1950, tels que Jean Prouvé et sa Chaise Standard SP pour Vitra, Dieter Rams ou la coupé DeVille Cadillac en finition « Princess Green » ; dans tous les cas, il s'agit d'adoucir l'effet de surprise lié à l'innovation technologique par l'utilisation d'une couleur délicate.
Très populaire jusque dans les années 1990 pour habiller des salles de bains, il est aussi utilisé par des marques de vêtement, tels que Naf Naf, avant de tomber dans l'oubli jusqu'au milieu des années 2010 où il revient à la mode, que ce soit dans le domaine de l'architecture ou de la mode : il est ainsi utilisé pour l'école primaire de Boom réalisée en 2016 par le cabinet d'architecture Areal Architecten, comme couleur dominante de la collection Fashion East de la créatrice Robyn Lynch ou comme tapis pour le défilé printemps-été 2020 d'Alessandro Michele.

## Dans la culture populaire
Couleur menthe à l'eau est le titre d'une chanson d'Eddy Mitchell, qui évoque une fille aux yeux couleur menthe à l'eau, reprise par le groupe Isaac Delusion.